# Aprosmictus
Genre

## Liste d'espèces
Selon ITIS:
- Perruche erythroptère - Aprosmictus erythropterus (Gmelin, 1788)
- Perruche jonquille - Aprosmictus jonquillaceus (Vieillot, 1818)